# Hârsești (okręg Ardżesz)
Hârsești – wieś w Rumunii, w okręgu Ardżesz, w gminie Hârsești. W 2011 roku liczyła 1699 mieszkańców.